# Miracle (canción de Erasure)
Miracle es una canción del dúo del género electrónico Erasure publicada en su álbum I Say I Say I Say en 1994.

## Descripción
Miracle fue compuesta por Vince Clarke y Andy Bell.

Miracle cuenta con la particularidad de haber sido presentada en vivo en TV acompañada por un coro (como en la versión original). De hecho, se especuló en su momento que iba a ser un corte de difusión pero finalmente no fue.

## Datos adicionales
En el álbum Buried Treasure II se encuentra el demo de Miracle.